# انجمن تاریخ طراحی
انجمن تاریخ طراحی (به انگلیسی: Design History Society) یک سازمان تاریخ هنری است که در سال ۱۹۷۷ میلادی برای ترویج و حمایت از مطالعه و درک تاریخ طراحی در بریتانیا تأسیس شد. انجمن مجموعه‌ای از فعالیت‌های خیریه را با هدف تشویق و حمایت از تحقیقات و اهدای بورس تحصیلی، ارائۀ اطلاعات و ایجاد فرصت‌های شبکه‌ای، تقویت مشارکت دانش‌آموزان و شناخت عمومی موضوع، و حمایت از پیوندها و رویدادهای منطقه‌ای انجام می‌دهد. انجمن پذیرای اعضایی از رشته‌های مرتبط مانند مردم‌شناسی، معماری و تاریخ هنر، تاریخ تجارت، تاریخ علم و فناوری، تاریخ صنایع دستی، مطالعات فرهنگی، تاریخ اقتصادی و اجتماعی، طراحی و مطالعات مدیریت طراحی است. یک کمیتۀ اجرایی و هیئت امنای منتخب برای فعال‌سازی فعالیت‌های انجمن و اطمینان از اینکه تاریخ طراحی به‌ طور مناسب در آموزش عالی و نهادهای تحقیقاتی در بریتانیا ارائه می‌شود، کار می‌کند.

## مجله
مجلۀ تاریخ طراحی هر فصل توسط انتشارات دانشگاه آکسفورد به نمایندگی از انجمن تاریخ طراحی منتشر می‌شود (تاریخچه طراحی جی، وب:  آی‌اس‌اس‌ان ۷۲۷۹–۱۷۴۱، چاپ: آی‌اس‌اس‌ان ۴۶۴۹–۰۹۵۲). این مجله در زمینۀ خود پیشرو است و نقش فعالی در توسعۀ تاریخ طراحی، از جمله تاریخچۀ صنایع دستی و هنرهای کاربردی، و همچنین کمک به زمینه‌های گسترده‌تر مطالعات فرهنگ بصری و مادی ایفا می‌کند. این مجله شامل یک بخش منظم بررسی کتاب است و کتاب‌های دریافت شده را فهرست می‌کند و هر از گاهی شماره‌های ویژه‌ای را منتشر می‌کند.

## کنفرانس
کنفرانس سالانۀ دی‌اچ‌اس (انجمن تاریخ طراحی) یک پلت‌فرم بین‌المللی برای رویکردهای میان‌رشته‌ای به تحقیق و بحث انتقادی در تاریخ طراحی فراهم می‌کند. این کنفرانس که هر سال توسط یک مؤسسۀ شریک متفاوت میزبانی می‌شود، هدف از برگزاری گفتگوهای جهانی بیشتر دربارۀ طراحی و تاریخچۀ آن است. کنفرانس‌های گذشته را در زیر ببینید.

## تأمین مالی
- مجموعه‌ای از کمک هزینه‌های تحقیقاتی سالانۀ بحث و تحقیق در تاریخ طراحی را تشویق می‌کند. کمک‌های مالی فردی برای حمایت از فعالیت‌های تحقیقاتی خاص، از جمله نمایشگاه‌ها، هزینه‌های انتشار، سفر و حضور در کنفرانس، و بورس تحصیلی در حوزه‌های تحقیقاتی غیرغربی، پسااستعماری و سایر حوزه‌های تحقیقاتی که کمتر ارائه شده است، اعطا می‌شود.
- کمک هزینۀ سمپوزیوم روز از اعضای دی‌اچ‌اس که مایلند با تشکیل یک سمپوزیوم یک روزه دربارهٔ تاریخچۀ طراحی جدید بحث و تبادل نظر کنند، حمایت می‌کند.
- کمک هزینۀ گسترش به اعضای دی‌اچ‌اس کمک می‌کند تا یک رویداد عمومی را برای ترویج تاریخ طراحی فراتر از یک محیط دانشگاهی سنتی تشکیل دهند.
- اعضای دانشجو از جایزۀ سفر دانشجویی و طرح بورسیه کنفرانس دی‌اچ‌اس بهره‌مند می‌شوند.

## جوایز
- جایزۀ نگارش طراحی که در سال ۲۰۱۷ میلادی راه‌اندازی شد، نگارش برجسته‌ای را که مخاطبان آکادمیک و غیر آکادمیک را در موضوعات مهم و معاصر طراحی درگیر می‌کند، به رسمیت می‌شناسد.[۴]
- جایزۀ مقالۀ دانشجویی که در سال ۱۹۹۷ میلادی تأسیس شد، هر سال به یک مقاله در مقطع کارشناسی و یک مقاله در مقطع کارشناسی ارشد به منظور تجلیل از برترین نوشتارهای دانشجویی در تاریخ طراحی اعطا می‌شود.

## رویدادها
در سال ۲۰۱۸ میلادی، دی‌اچ‌اس یک تقویم چرخشی از رویدادها و فعالیت‌ها را راه‌اندازی کرد که توسط متولیان کار با شرکای آموزشی، حرفه‌ای و فرهنگی مرتبط تشکیل شد. این رویدادها فرصت‌هایی را برای تعامل فراتر از کنفرانس سالانه ایجاد می‌کنند، از آموزش و یادگیری در تمام سطوح آموزش طراحی تاریخی حمایت می‌کنند و هدفشان دستیابی به مخاطبان، هم در سطح بین‌المللی و هم در سراسر بریتانیا است.

## عضویت
اعضای انجمن تاریخ طراحی شامل همۀ علاقه مندان به طراحی هستند: دانشجویان، طراحان، مدرسان، مورخان، محققان، صنعتگران، تولیدکنندگان، آرشیوداران، متصدیان، کتابداران و مجموعه داران. انجمن، نرخ عضویت را برای افراد و اعضای سازمانی تعیین می‌کند. نرخ امتیازی نیز برای دانشجویان تمام وقت و پاره وقت، افراد بدون دستمزد و سالمندان در دسترس است. عضویت در همۀ دسته‌ها توسط انتشارات دانشگاه آکسفورد اداره می‌شود.

## کنفرانس‌های گذشته
| سال  | عنوان کنفرانس                                                                            | مکان                                           |
| ---- | ---------------------------------------------------------------------------------------- | ---------------------------------------------- |
| ۲۰۱۹ | هزینۀ طراحی                                                                              | دانشگاه نورثومبریا، نیوکاسل آپون تاین          |
| ۲۰۱۸ | طراحی و جابجایی                                                                          | مدرسه طراحی پارسونز، نیویورک                   |
| ۲۰۱۷ | ساختن و از بین بردن محیط زیست                                                            | دانشگاه اسلو، نروژ                             |
| ۲۰۱۶ | طراحی و زمان                                                                             | دانشگاه میدلسکس، لندن                          |
| ۲۰۱۵ | طراحی و روح اتوپیانیسم انتقادی                                                           | کالج هنر کالیفرنیا، سانفرانسیسکو               |
| ۲۰۱۴ | طراحی برای جنگ و صلح                                                                     | گروه آموزش مداوم، دانشگاه آکسفورد              |
| ۲۰۱۳ | به سوی تاریخ‌های جهانی طراحی: دیدگاه‌های پسااستعماری                                       | موسسه ملی طراحی، احمدآباد، هند                 |
| ۲۰۱۲ | فرهنگ مادی ورزش                                                                          | دانشگاه برایتون                                |
| ۲۰۱۱ | کنشگری طراحی و تغییر اجتماعی                                                             | بارسلونا                                       |
| ۲۰۱۰ | طراحی و کاردستی: تاریخچه همگرایی و واگرایی (با سازماندهی مشترک ICDHS)                    | بروکسل                                         |
| ۲۰۰۹ | طراحی نوشتار: شی، فرایند، گفتار، ترجمه                                                   | دانشگاه هرتفوردشایر                            |
| ۲۰۰۸ | شبکه‌های طراحی                                                                            | کالج دانشگاه فالموث                            |
| ۲۰۰۷ | طراحی / بدن / حس                                                                         | دانشگاه کینگستون لندن                          |
| ۲۰۰۶ | طراحی و تکامل                                                                            | دانشگاه صنعتی دلفت، هلند                       |
| ۲۰۰۵ | طراحی مکان‌یابی                                                                           | دانشگاه متروپولیتن لندن                        |
| ۲۰۰۴ | سیاست طراحی                                                                              | دانشگاه اولستر در بلفاست، ایرلند شمالی         |
| ۲۰۰۳ | شیء جنسی: میل و طراحی در دنیای جنسیتی                                                    | مدرسه هنر و طراحی نورویچ                       |
| ۲۰۰۲ | دانش‌های مستقر: مصرف، تولید و هویت در یک زمینه جهانی                                      | دانشگاه ولز، آبریستویث                         |
| ۲۰۰۱ | نمایندگی طراحی                                                                           | کالج سلطنتی هنر و موزه ویکتوریا و آلبرت، لندن. |
| ۲۰۰۰ | ساختن و از بین بردن: تمرین خلاق و انتقادی در دنیای طراحی شده                             | دانشگاه پورتسموث                               |
| ۱۹۹۹ | خانه و خارج                                                                              | دانشگاه ناتینگهام ترنت                         |
| ۱۹۹۸ | نوآوری طراحی: مفهوم تا مصرف                                                              | دانشگاه هادرسفیلد                              |
| ۱۹۹۷ | ایده‌آل و واقعی در طراحی                                                                  | دانشگاه برایتون                                |
| ۱۹۹۶ | تاریخچه و تمرین استودیویی (با سازماندهی مشترک با AAH و بخش هنرهای تجسمی، دانشگاه لنکستر) | دانشگاه متروپولیتن منچستر                      |
| ۱۹۹۶ | آینده                                                                                    | دانشگاه میدلسکس                                |
| ۱۹۹۵ | تاریخچه اشیاء و تفسیرها (با سازماندهی مشترک AAH و V&A)                                   | موزه ویکتوریا و آلبرت، لندن                    |
| ۱۹۹۴ | طراحی برای فروش                                                                          | مدرسه هنر گلاسکو                               |
| ۱۹۹۳ | حمل و نقل و جابجایی                                                                      | ساوتهمپتون                                     |